# Mushroom Records
Mushroom Records — австралийская интернационально действующая звукозаписывающая компания, основанная в 1972 году. Наиболее известными исполнителями Mushroom были Кайли Миноуг, Данни Миноуг, Ash, Muse и Garbage. Дистрибьюторами компании являются Maverick / Warner, Edel, Motor / Universal Music, Naïve, PIAS, Sony Music и AVEX.

## Список исполнителей
- The Angels
- Shihad
- Renée Geyer
- Gabriella Cilmi
- Katie Noonan
- Gyroscope
- Madder Lake
- Mackenzie Theory
- Skyhooks
- The Dingoes
- Split Enz
- Chantoozies
- Jason Donovan
- Scandal’us
- Paul Kelly
- Models
- The Saints
- Jenn Forbes
- Kylie Minogue
- Dannii Minogue
- Indecent Obsession
- Garbage
- Yothu Yindi
- Vika & Linda Bull
- Jimmy Barnes
- Muse
- Chain
- Андре, Питер
- Frente
- Toni Pearen
- Фуртадо, Нелли (1999—2005/06)
- Jo Beth Taylor
- Kate Ceberano (1991—2000)
- Neighbours(1985—2000/01)
- Home & Away (1988—2004/05)
- Ayers Rock
- Christie Allen
- Billy Thorpe & The Aztecs